# Seguros Bolívar Open Medellín 2011
Il Seguros Bolívar Open Medellín 2011 è stato un torneo professionistico di tennis maschile giocato sulla terra rossa. È stata l'8ª edizione del torneo, facente parte dell'ATP Challenger Tour nell'ambito dell'ATP Challenger Tour 2011. Si è giocato a Medellín in Colombia dal 31 ottobre al 6 novembre 2011.

## Partecipanti

### Teste di serie
| Nazionalità | Giocatore              | Ranking* | Testa di serie |
| ----------- | ---------------------- | -------- | -------------- |
| Colombia    | Alejandro Falla        | 83       | 1              |
| Francia     | Éric Prodon            | 87       | 2              |
| Brasile     | João Souza             | 105      | 3              |
| Argentina   | Horacio Zeballos       | 111      | 4              |
| Cile        | Paul Capdeville        | 113      | 5              |
| Brasile     | Rogério Dutra da Silva | 118      | 6              |
| Spagna      | Pablo Carreño Busta    | 138      | 7              |
| Italia      | Alessandro Giannessi   | 143      | 8              |

- 1 Ranking al 24 ottobre 2011.

### Altri partecipanti
Giocatori che hanno ricevuto una wild card:
- Sebastián Decoud
- Felipe Escobar
- Alejandro Falla
- Nicolás Massú

Giocatori che sono entrati nel tabellone principale come alternate:
- Eduardo Struvay

Giocatori che sono passati dalle qualificazioni:
- Duilio Beretta
- Laurent Recouderc
- Agustín Velotti
- Dennis Zivkovic

## Campioni

### Singolare
Víctor Estrella Burgos ha battuto in finale  Alejandro Falla con il punteggio di 6(2)–7, 6–4, 6–4

### Doppio
Paul Capdeville /  Nicolás Massú hanno battuto in finale  Alessio Di Mauro /  Matteo Viola con il punteggio di 6–2, 4–6, [10–8]